# Còlob vermell de Thollon
El còlob vermell de Thollon (Piliocolobus tholloni) és una espècie de primat catarrí de la família Cercopithecidae que viu a la República Democràtica del Congo i la República del Congo. Se'l troba al sud del riu Congo i l'oest del riu Lomami. Anteriorment se'l considerava una subespècie del còlob vermell occidental (Piliocolobus badius). Fou reconegut com a espècie diferent per Dandelot el 1974 i Groves el 2001; tanmateix, altres autors suggereixen que es podria tractar d'una subespècie del còlob vermell del riu Tana (Piliocolobus rufomitratus).